# وحدة معالجة عصبية
تُعرّف وحدة المعالجة العصبية أو مسرّع الذكاء الاصطناعيّ بأنّها فئة من مسرّعات عتاد الحاسوب المخصص،  أو نظام الحاسوب، وقد صُمّمت هذه الوحدة لتسريع عمل تطبيقات الذكاء الاصطناعيّ وخصوصاً، الشبكات العصبونيّة الاصطناعيّة والرؤية الآلية وتعلّم الآلة. تتضمّن التطبيقات النموذجيّة خوارزمياتٍ للروبوتيات وإنترنت الأشياء ومهام أخرى ذات بيانات ضخمة أو حسيّة،  وتتميّز بتصميماتها متعدّدة النواة، كما أنّها تتركز عمومًا على الحساب منخفض الدقة وهياكل تدفق البيانات الحديثة أو إمكانيّة الحوسبة في الذاكرة. أصبحت شريحة الدائرة المتكاملة النموذجيّة للذكاء الاصطناعيّ تحوي بلايين من مقحلات موسفيت (ترانزستور)،  بالإضافة إلى أنه يوجد عدد من المصطلحات الخاصة بالموّردات في الأجهزة الموجودة في هذه الفئة، وتجدر الإشارة إلى أنها تعتبر تقنيّة ناشئة دون تصميم سائد.

## التاريخ
لطالما كملّت أنظمة الحاسوب وحدة المعالجة المركزية بمسرّعات ذات أغراض خاصّة لأداء مهام مخصّصة التي تُعرف بالمعالجات المساعدة. تتضمّن أبرز وحدات عتاد الحاسوب الخاصّة بالتطبيق بطاقات فيديو للرسوميات وبطاقات صوت ووحدات معالجة الرسوميات ومعالجات الإشارة الرقميّة، وحينما ذاع صيت أحجام عمل التعلّم العميق والذكاء الاصطناعيّ في 2010، تطورت وحدات عتاد حاسوب مخصصّة أواُقتُبست من منتجات موجودة بالفعل لتسريع هذه المهام.

### محاولات أولية
كانت تُستخدم معالجات الإشارة الرقميّة كمسرّعات شبكات عصبونيّة في بدايات عام 1993 ومثال على ذلك هو تسريع برنامج التعرف الضوئي على الحروف كما كان هنالك محاولات لصنع أنظمة متوازية عالية الانتاجيّة في التسعينيات لحواسيب محطات العمل الشاملة لتطبيقات متنوعة التي تتضمّن محاكيات الشبكات العصبونيّة واُكتشفت في تلك الفترة كذلك مسرّعات مبنيّة على مصفوفات البوابات المنطقيّة القابلة للبرمجة لكل من عمليتي الاستنباط  والتدريب. طوّر«يان لوكون» مسرّعاً لأشباه الموصلات ذات أكسيد المعادن التكميلي للشبكة العصبونية الذي سمّاه «آنّا».

### الحوسبة غير المتجانسة
تُعّرف الحوسبة غير المتجانسة بأنّها دمح عدد من المعالجات المخصّصة في نظام أو حتى شريحة واحدة وكلّ منهما محسّنٌ لأداء مهمّة من نوع خاصّ. تتميّز هياكل معيّنة كمعالج الخليّة الدقيق  بميزات تتداخل بشكل ملحوظ مع وحدات المعالجة العصبية وتتضمّن: الدعم للحساب منخفض الدقّة الكامل وهيكلة تدفّق البيانات وتقديم الإنتاجيّة على فترة الانتظار، كما طُبق فيما بعد استخدام معالج الخليّة الدقيق مع عدد من المهام التي تضمّنت الذكاء الاصطناعيّ.
كما كسبت وحدات المعالجة المركزيّة بشكل متزايد في بداية الألفية، الكثير من «وحدات آلة تدفق البيانات المتعددة» التي حُفزت عن طريق أحجام عمل الفيديوهات والألعاب الإلكترونية بالإضافة إلى الدعم لأنواع البيانات الكاملة منخفضة الدقّة.

### استخداموحدة معالجة الرسوميات
تُعرّف وحدات معالجة الرسوميّات أو (GPUs) بأنها عتاد حاسوب مخصّص لمعالجة بالصور وإيجاد خصائص الصورة الداخليّة. يتشابه الأساس الرياضيّ للشبكات العصبونيّة مع معالجة الصور فهي تشمل مهامًّا ذات توازي مربك المتضمّنة للمصفوفات الثنائية وبذلك فقد مكنّت وحدات معالجة الرسوميات من أن تصبح مستخدمة بكثرة لمهام تعليم الآلة. أصبحت وحدات معالجة الرسوميّات بحلول عام 2016 مشهورة بعمل الذكاء الاصطناعيّ ولاتزال تستمّر بالتطوّر نحو تسهيل التعّلم العميق لكل من الاستنباط والتدريب لدى الآلات كالسيارات ذاتيّة القيادة. يعمل حاليا مطورو وحدة المعالجة الرسومية كشركة إنفيديا إن في لينك على تطوير ميزة موّصّلة إضافية لنوع أحجام عمل تدفق البيانات الذي يستفيد منه الذكاء الاصطناعيّ، وكما زاد تطبيق وحدات معالجة الرسوميّات بكثرة على الذكاء الاصطناعيّ، أدرج مصنعو تلك الوحدات عتاد حاسوب مخصّص للشبكات العصبونيّة لزيادة تسريع هذه المهامّ. كما تهدف«معالجات البيانات على قلب الأنوية» إلى تسريع تدريب الشبكات العصبونيّة.

### استخدام مصفوفات البوابات المنطقيّة القابلة للبرمجة
لاتزال إطارات عمل التعلّم العميق في خضم التطوّر مما شكّل صعوبة في تصميم عتاد حاسوب مخصّص، بينما سهلّت الأجهزة القابلة لإعادة التشكيل، كمصفوفات البوابات المنطقية القابلة للبرمجة (FPGA)، تطوير عتاد الحاسوب وإطارات العمل والبرامج سوية.
لقد استخدمت ميكروسوفت شرائح مصفوفات البوابات المنطقية القابلة للبرمجة (FPGAs) لتسريع الاستنباط كما دفع تطبيقها على الذكاء الاصطناعيّ شركة إنتل للاستحواذ على شركة ألتيرا بهدف دمج تلك المصفوفات في خادم وحدات المعالجة المركزيّة الذي سيكون بإمكانه تسريع الذكاء الاصطناعيّ إضافة إلى المهام ذات الأغراض العامّة.

### ظهورالدائرات المتكاملة الخاصّة بالتطبيق لوحدات المعالجة العصبية (ASICs)
على الرغم من أن أداء كلاً من وحدات معالجة الرسوميات (GPUs) ومصفوفات البوابات المنطقيّة القابلة للبرمجة (FPGAs) يتفوّق كثيرًا على أداء وحدات المعالجة المركزيّة (CPUs) إلّا أنّ عاملاً يمقدار 10 في الفعاليّة قد يُحرَز باستخدام تصميم أكثر دقّة بالاستعانة بالدائرة المتكاملة الخاصّة بالتطبيق (ASIC). تُوّظف هذه المسرّعات استراتيجيّات كالاستخدام المحسّن للذاكرة واستخدام الحساب منخفض الدقّة لتسريع العمليات الحسابية ومعدّل انتاجيّة الحوسبة. استخدمت بعض صيغ الفاصلة العائمة (Floating point formats) ذات دقة منخفضة تسريع الذكاء الاصطناعيّ فأصبحت بنصف دقّة وبصيغة الفاصلة العائمة المسمّى (bfloat16). تصمّم حاليّا شركات كفيسبوك وأمازون وقوقل داراتهم المتكاملة الخاصّة بالتطبيق الذكيّة اصطناعيّاً (AI ASICS).

### هيكلة الحوسبة في الذاكرة
أعلن باحثو شركة آي بي إم في يونيو عام 2017 عن هيكلة معاكسة لهيكلة فون نيومان المبنيّة على الحوسبة في الذاكرة ومنظومات الذاكرة متغيرة الطور التي طُبقّت على الاكتشاف الارتباطيّ الزمانيّ وبذلك كانوا ينوون تعميم انتهاج الحوسبة غير المتجانسة والأنظمة المتوازية الهائلة كما أعلنوا أيضاً في أكتوبر عام 2018 عن هيكلة مبنيّة على المعالجة في الذاكرة والمنمذجة على شبكة متشابكة لدماغ بشريّ لتسريع الشبكات العصبونيّة العميقة وهذا النظام مبنيّ على مصفوفات الذاكرة متغيرة الطور.

### الحوسبة في الذاكرة باستخدام ذاكرات مقاومة تماثلية
اكتشف باحثون من جامعة البوليتكنيك في ميلانو عام 2019 طريقة لحلّ أنظمة المعادلات الخطيّة في عشرات قليلة من النانو ثواني من خلال عمليّة واحدة وبُنيت خوارزميتهم على الحوسبة في الذاكرة باستخدام ذاكرات مقاومة تماثلية التي يتميّز أداؤها بكفاءة عالية في الوقت والطاقة، وذلك بواسطة إجراء عملية ضرب متجّه ثنائي المصفوفة في خطوة واحدة مع قانون أوم وكيرشوف. استنتج الباحثون أنّه يمكن لدائرة الرد التصحيحي بالاستعانة بذاكرات مقاومة ذات نقطة تقاطع أن تحلّ مسائل جبريّة كأنظمة المعادلات الخطيّة والمتجهات الذاتية ثنائية المصفوفة والمعادلات التفاضليّة في خطوة واحدة فقط. تُحسّن هذه الطريقة الأوقات الحسابيّة بشكل كبير بالمقارنة بالخوارزميّات المتعارف عليها.

### أشباه الموصلات النحيلة ذريّاً
نشر ماريجا وعلماء آخرون في عام 2020 تجارب لمادة قنويّة نشطة كبيرة المساحة لتطويرأجهزة ذات المنطق في الذاكرة ودائرات مبنيّة على الموّصلات القائمة علـى تأثير المجال الكهربي ذات البوابات العائمة (FGFETs).تعتبر أشباه الموّصلات النحيلة ذريّاً هذه واعدة لمستقبل تطبيقات تعلم الآلة فعّالة الطاقة حيثما يُستخدم هيكل الجهاز الأساسي ذاته للعمليات المنطقية وتخزين البيانات. استخدم المؤلفون موادا ثنائية الأبعاد كشبه الموّصل ثاني كبريتيد الموليبدنوم.

## نظام التسمية
لايزال هذا الاختصاص في حالة تغيّر مستمّر بمطلع عام 2016 إضافة إلى إتيان مورديه الملّح بمسماهم التسويقي الخاص الذي يرادف مسمّى «مسرّع الذكاء الاصطناعيّ» أملاً أن تصبح تصميماتهم وواجهات برمجة تطبيقاتهم APIs هي التصميم السائد. لايوجد إجماع على الفاصل بين هذه الأجهزة عن بعضها ولا على المظهر المحددّ الذي ستتخذه ولكن تهدف بوضوح عدّة أمثلة إلى ملء هذا الفراغ بمقدار عادل من الكفاءات المختلفة.
عندما ظهرت مسرّعات رسوميّات المستهلك في الماضي، تبّنى قطاع الصناعة في نهاية المطاف المسمّى الذاتيّ لنيفيديا وهو وحدة معالجة الرسوميّات "GPU" كالاسم الجامع ل«مسرّعات الرسوميّات» الذي اتخذّ أشكالا عديدة قبل أن يستقّر على مجرى اجماليّ لتنفيذ نموذج مقدّم من قبل واجهة دايركت ثري دي.

## تطبيقات محتملة
•السيارات ذاتيّة القيادة: لقد استهدفت شركة نيفيديا لوحات سلسلتهم Drive PX فيما يخصّ هذا المجال.
•روبوتات عسكرية.
•روبوتات زراعيّة: مثل مكافحة الأعشاب بدون استخدام مبيد الآفات.
•	التحكم بالصوت: مثل مايوجد في الهواتف المحمولة التي تعّد هدفا للبرنامج الصفري Zeroth لشركة كوالكوم.
•الترجمة الآليّة.
•الطائرات بدون طيّار: كأنظمة الملاحة وأيضا وحدة المعالجة Movidius Myriad 2 التي نجحت في توجيه الدرونز ذاتية القيادة.
•الروبوتات الصناعيّة: يمكن أن تقوم بمضاعفة نطاق المهام التي قد تصبح مشغلّة آليّاً عن طريق التكيّف مع حالات مختلفة.
•الرعاية الصحيّة: قد تساعد في التشخيص الطبي.
•محرّكات البحث: قد تزيد كفاءة طاقة مراكز البيانات والقدرة على استخدام استعلامات متطوّرة بكثرة.
•معالجة اللغات الطبيعيّة.